# Adoretus tricolor
Adoretus tricolor är en skalbaggsart som beskrevs av Ohaus 1924. Adoretus tricolor ingår i släktet Adoretus och familjen Rutelidae. Inga underarter finns listade i Catalogue of Life.